# Simone Alberghini
Simone Alberghini (Bologna, 16 aprile 1973) è un baritono italiano distintosi in particolare nel repertorio del belcanto.

## Biografia
Dopo varie esperienze di musica leggera e jazz, sotto la guida della nota maestra di canto bolognese Tania Bellanca, comincia a dedicarsi alla musica lirica studiando col tenore Oslavio Di Credico. Si è poi perfezionato sotto la guida di Leone Magiera e Carlo Meliciani.
Debutta appena ventenne al Teatro Regio di Torino, come Lorenzo ne I Capuleti e i Montecchi di Bellini nel 1993
Nel 1994 vince il prestigioso concorso Operalia organizzato a Città del Messico da Plácido Domingo e da allora è ospite dei più importanti teatri del mondo, sotto la guida dei più importanti direttori d'orchestra e dei più grandi registi.
I primi dieci anni di carriera canta prettamente ruoli da basso, quali Banco nel Macbeth di Verdi (Scala di Milano), Ramfis nell'Aida di Verdi (Staatsoper di Vienna), Sir Giorgio ne I puritani di Bellini (Catania, Torino, Bologna), Colline nella Boheme di Puccini (Londra, Bologna, Torre del Lago), Raimondo nella Lucia di Lammermoor di Donizetti (Parma, Avignone).
Poi, su consiglio, tra gli altri, di Luciano Pavarotti e Plácido Domingo, comincia a studiare col noto baritono Carlo Meliciani per affrontare il repertorio baritonale. Seguiranno i debutti in ruoli quali il Conte di Luna nel Trovatore di Verdi (Tenerife), Enrico nella Lucia di Lammermoor di Donizetti (Savona, Bologna), il ruolo del titolo ne Il Furioso all'Isola di San Domingo di Donizetti (Bergamo, Piacenza, Savona).

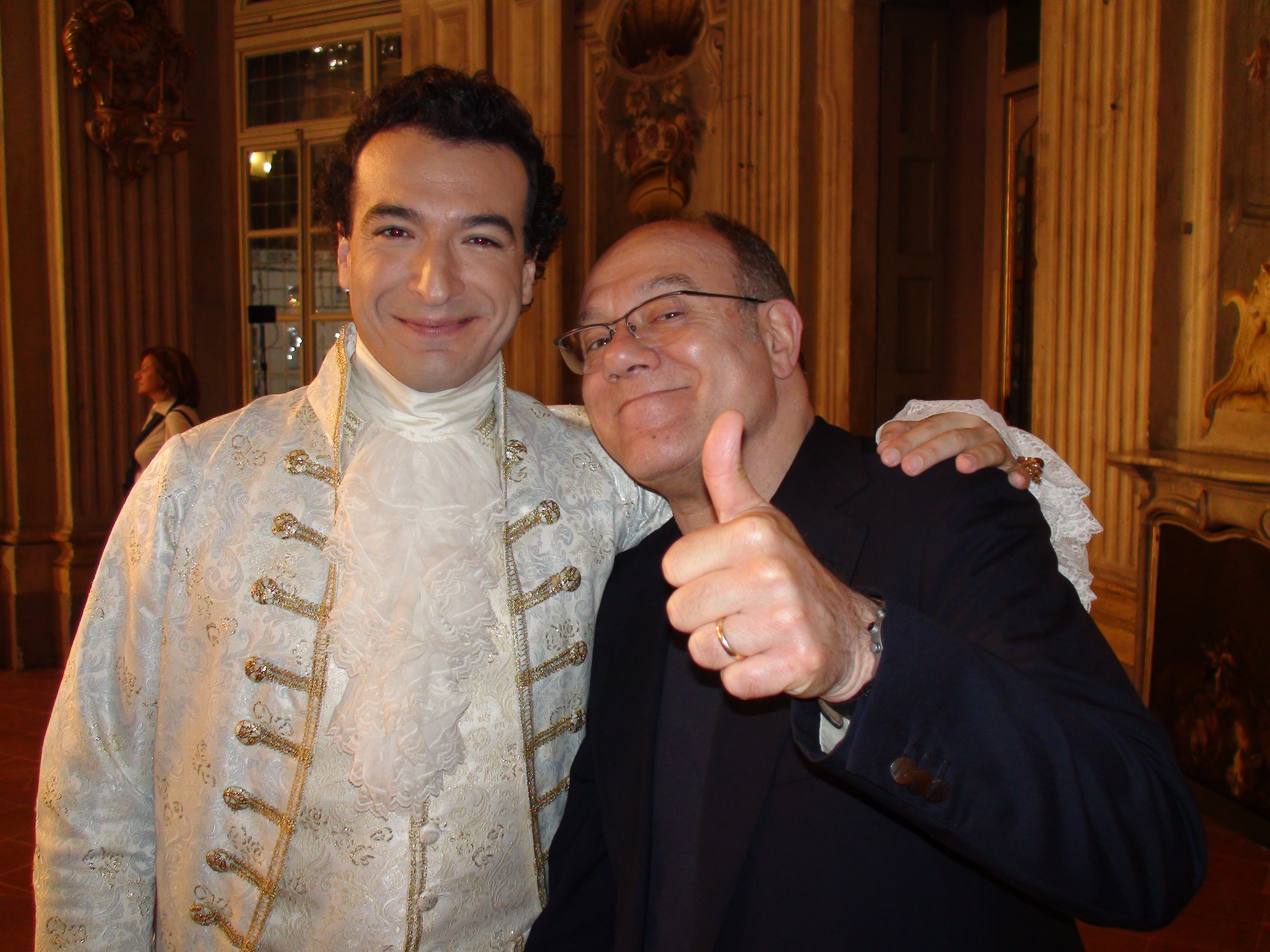
Simone Alberghini e Carlo Verdone sul set di Cenerentola di Rossini per la Rai TV, 2012.

Sin dai primi anni di carriera, pero', repertori d'adozione risultano quello mozartiano e rossiniano: debutta appena ventiduenne nel ruolo del titolo nel Don Giovanni di Mozart a Sassari e da allora canterà in oltre 20 produzioni dell'opera, tra gli altri teatri a Bologna, Cagliari, Tokyo, Verona, Lione, Venezia; canta sia Figaro che Conte nelle Nozze di Figaro a Philadelphia, Roma, Perm, Mosca; Don Alfonso e Guglielmo in Così fan tutte a Bologna, Firenze, Cagliari, Mosca.
Per quanto riguarda Rossini, interpreterà il ruolo di Dandini nella Cenerentola numerosissime volte ed in teatri quali il Metropolitan Opera House di New York, la Royal Opera House di Londra, il Festival di Glyndebourne, Il Teatro San Carlo di Napoli; altri ruoli interpretati spesso sono Assur nella Semiramide, Mustafà nell'Italiana in Algeri, Selim in Il turco in Italia, Figaro ne Il Barbiere di Siviglia.
Affronta spesso anche il repertorio francese: Escamillo nella Carmen di Bizet (Roma, Taormina, Zurigo, Bologna, Mosca), Athanael nella Thais di Massenet (Venezia, Londra, Louisville) ed i quattro Villaines ne Les Contes de Hoffmann di Offenbach (Torino, Piacenza, Toulon, Reggio Emilia).
Intensa l'attività concertistica, che lo porta ad interpretare soprattutto il Requiem di Verdi e lo Stabat Mater di Rossini a Londra, Praga, Dresda, Bamberg.
Tra i direttori coi quali ha collaborato si segnalano Riccardo Muti, Giuseppe Sinopoli, Claudio Abbado, Seiji Ozawa, Vladimir Jurowski, Riccardo Chailly, Zubin Mehta, Michele Mariotti, Teodor Currentzis, Donato Renzetti, Gianluigi Gelmetti, Maurizio Benini, Bruno Campanella, Alberto Zedda; tra i registi Luca Ronconi, Pierluigi Pizzi, Mario Martone, Carlo Verdone, Jonathan Miller, Damiano Michieletto, Graham Vick.

## Repertorio Parziale
| Ruolo                                                    | Titolo                              | Autore     |
| -------------------------------------------------------- | ----------------------------------- | ---------- |
| Carbon                                                   | Cyrano de Bergerac                  | Alfano     |
| Adelson                                                  | Adelson e Salvini                   | Bellini    |
| Orosmane                                                 | Zaira                               | Bellini    |
| Lorenzo                                                  | I Capuleti e i Montecchi            | Bellini    |
| Sir Giorgio Riccardo                                     | I puritani                          | Bellini    |
| Escamillo                                                | Carmen                              | Bizet      |
| Aristotele Onassis                                       | Jackie O                            | Daugherty  |
| Enrico VIII                                              | Anna Bolena                         | Donizetti  |
| Dottor Malatesta Don Pasquale                            | Don Pasquale                        | Donizetti  |
| Belcore Dulcamara                                        | L'elisir d'amore                    | Donizetti  |
| Cardenio                                                 | Il furioso all'isola di San Domingo | Donizetti  |
| Lord Enrico Ashton                                       | Lucia di Lammermoor                 | Donizetti  |
| Alfonso I d'Este                                         | Lucrezia Borgia                     | Donizetti  |
| Giorgio Talbot                                           | Maria Stuarda                       | Donizetti  |
| Callistene                                               | Poliuto                             | Donizetti  |
| Sulpice                                                  | La Fille du Régiment                | Donizetti  |
| Roucher                                                  | Andrea Chénier                      | Giordano   |
| Thoas                                                    | Iphigénie en Tauride                | Gluck      |
| Capulet                                                  | Roméo et Juliette                   | Gounod     |
| Forlimpopoli                                             | Mirandolina                         | Martinů    |
| Athanael                                                 | Thaïs                               | Massenet   |
| Clotaldo                                                 | La vita è sogno                     | Malipiero  |
| Conte d'Almaviva Figaro                                  | Le nozze di Figaro                  | Mozart     |
| Don Giovanni Leporello                                   | Don Giovanni                        | Mozart     |
| Guglielmo Don Alfonso                                    | Così fan tutte                      | Mozart     |
| Coppélius Dapertutto Lindorf Miracle                     | Les Contes d’Hoffmann               | Offenbach  |
| Marcello                                                 | La Bohème                           | Puccini    |
| Sharpless                                                | Madama Butterfly                    | Puccini    |
| Pellegrino Abate Zosimo                                  | Maria Egiziaca                      | Respighi   |
| Blansac                                                  | La scala di seta                    | Rossini    |
| Orbazzano                                                | Tancredi                            | Rossini    |
| Mustafà                                                  | L'italiana in Algeri                | Rossini    |
| Selim                                                    | Il turco in Italia                  | Rossini    |
| Ormondo                                                  | Torvaldo e Dorliska                 | Rossini    |
| Figaro                                                   | Il barbiere di Siviglia             | Rossini    |
| Elmiro                                                   | Otello                              | Rossini    |
| Alidoro Dandini Don Magnifico                            | La Cenerentola                      | Rossini    |
| Bruschino Padre                                          | Il signor Bruschino                 | Rossini    |
| Fabrizio Vingradito Fernando Villabella Podestà Gottardo | La gazza ladra                      | Rossini    |
| Douglas d'Angus                                          | La donna del lago                   | Rossini    |
| Leucippo                                                 | Zelmira                             | Rossini    |
| Assur Oroe                                               | Semiramide                          | Rossini    |
| Melchtal                                                 | Guillaume Tell                      | Rossini    |
| Nick Shadow                                              | The Rake’s Progress                 | Stravinsky |
| Walter                                                   | La brocca rotta                     | Testi      |
| Banco                                                    | Macbeth                             | Verdi      |
| Conte di Luna                                            | Il trovatore                        | Verdi      |
| Rodrigo                                                  | Don Carlo                           | Verdi      |
| Paolo Albiani                                            | Simon Boccanegra                    | Verdi      |
| Ramfis                                                   | Aida                                | Verdi      |

## Curiosità
Nel 1999 partecipa alla registrazione dell'album Craccracriccrecr di Elio e le Storie Tese, per cori lirici nelle tracce 3 e 4 ("La Visione" e "Il Rock and Roll") ed un trio prima della traccia 8 ("Farmacista").
Da giovane, poco prima di intraprendere la carriera operistica e per diversi anni, ha cantato nel coro Le Verdi Note dell’Antoniano con il quale ha presto parte a numerose attività discografiche e televisive.
Partecipa come baritono nell'opera "Don Giovanni", nell'episodio dieci della prima stagione, della serie tv statunitense, "The Alienist", del 2018, dal titolo "Castello nel cielo" sulla piattaforma Netflix.

## Discografia parziale

### CD
- Bellini, Adelson e Salvini - Barcellona/Scala/Muraro/Alberghini - dir. D. Rustioni, OPERA RARA[8]
- Bellini, I Capuleti e i Montecchi - Mei/Kasarova/Vargas/Alberghini/Chiummo - dir. R. Abbado, EMI
- Bellini, Zaira - Hernandez/Alberghini/Malavasi/Scala - dir. G. Sagripanti, BONGIOVANNI[9]
- Giordano, Andrea Chenier - Bocelli/Urmana/Gallo/Alberghini - dir. M. Armiliato, DECCA[10]
- Martinu, Mirandolina - Bruera/Tonsini/Marabelli/Alberghini - dir. R. Frizza, BBC
- Rossini, Torvaldo e Dorliska - Takova/Pertusi/Meli/Alberghini- dir. Pablo Perez, DYNAMIC[11]

### DVD e Bluray
- Bizet, Carmen - Surguladze/Do/Lungu/Alberghini - dir. Montanaro, DYNAMIC[11]
- Daugherty, Jackie O - Mc Andrew/Sorouzian/Alberghini - dir. Franklin, DYNAMIC[11]
- Donizetti, Il Furioso all’Isola di San Domingo - Alberghini/Forte/Marsiglia- dir. G. Di Stefano, BONGIOVANNI[9]
- Donizetti, Maria Stuarda - Devia/Antonacci/Meli/Alberghini - dir. A. Fogliani, RAI TRADE
- Donizetti, Maria Stuarda - Piscitelli/Polverelli/De Biasio/Alberghini - dir. R. Frizza, NAXOS
- Mozart, Don Giovanni - Alberghini/Sampetrean/Lungu/Korchak - dir. P. Domingo, C Major
- Rossini, Guillaume Tell - Alaimo/Rebeka/Florez/Forsythe/Alberghini - dir. M. Mariotti, DECCA[10]
- Rossini, La Cenerentola - Garanča/Brownlee/Corbelli/Alberghini - dir. M. Benini, DEUTSCHE GRAMMOPHON[12]
- Rossini, La Cenerentola - Donose/Mironov/Di Pasquale/Alberghini - dir. V. Jurowski, OPUS ARTE
- Rossini, Trovando e Dorliska - Takova/Pertusi/Meli/Praticò/Alberghini - dir. V. Pablo Perez, DYNAMIC[11]